# Anabacerthia amaurotis
Anabacerthia amaurotis là một loài chim trong họ Furnariidae.